# Watanabe E9W
Watanabe E9W (oficiálně Malý pozorovací námořní letoun typ 96, ve spojeneckém kódu Slim) byl jednomotorový dvouplošný průzkumný hydroplán japonského císařského námořního letectva užívaný v druhé světové válce. Byl to poslední dvouplošník v ponorkové službě japonského námořnictva. Ve službě byl od roku 1938. Ve službě jej nahradily jednoplošníky Jokosuka E14Y.

## Vývoj
Strojírenský závod ve Fukuoce začal ve 20. letech 20. století vyrábět náhradní díly pro letadla, později začal letouny stavět v licenci a zajišťovat jejich opravy pro japonské námořnictvo. V roce 1934 společnost získala zakázku na vývoj svého prvního vlastního letounu. Námořnictvo na základě specifikací 9-ši objednalo pozorovací letoun, určený jako výzbroj velkých ponorek třídy I-7. Zásadní byl požadavek na malé rozměry letounu a jeho snadnou montáž a demontáž. Vývoj byl zahájen v březnu 1934. Postaveny byly dva prototypy, z toho jeden pro pevnostní zkoušky. První let proběhl roku 1935. Prototyp byl úspěšně testován na ponorce I-5. V říjnu 1935 byla objednána sériová výroba.

## Služba

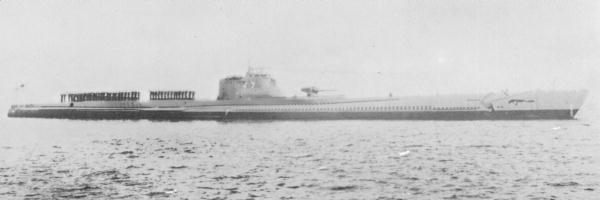
Japonská křižníková ponorka I-7

Hydroplán E9W byl do služby zařazen roku 1938. Ve službě zůstal do počátku druhé světové války. Dne 16. prosince 1941 E9W z ponorky I-7 provedl průzkum škod způsobených při útoku na Pearl Harbor. V dubnu 1942 I-7 vyslala svůj E9W na průzkumný let nad Cejlon a indické pobřeží. Byla to součást japonské Operace C. V červenci 1942 bylo na palubách japonských ponorek přítomno 14 letounů E9W. Ve stejném roce byl jako zastaralý vyřazen.

## Konstrukce
Byl to malý dvouplošný dvoumístný hydroplán smíšené konstrukce. Poháněl jej hvězdicový vzduchem chlazený devítiválec Hitachi GH-2 Tempu 11 o výkonu 220 kW (300 k) a později motor výkonnější verze Tempu 12 o výkonu 250 kW (340 k). Motor roztáčel dvoulistou dřevěnou vrtuli. Letoun byl vyzbrojen jedním pohyblivým 7,7mm kulometem, který obsluhoval pozorovatel v zadním kokpitu. Startoval pomocí dvojice plováků. Na ponorce byl ukládán do vodotěsného pouzdra. Letounek bylo možné složit za 2,5 minuty a demontovat za 1,5 minuty.

## Specifikace (varianta)

### Technické údaje
- Posádka: 2 (pilot, pozorovatel)
- Kapacita: ? cestujících
- Rozpětí: 9,98 m
- Délka: 7,65 m
- Výška: 3,3 m
- Nosná plocha: 22,1 m2
- Prázdná hmotnost: 847 kg
- Max. vzletová hmotnost : 1210 kg
- Pohonná jednotka: 1× hvězdicový devítiválec Hitachi GH-2 Tempu 12
- Výkon pohonné jednotky: 340 k (250 kW)

### Výkony
- Cestovní rychlost: 233 km/h
- Maximální rychlost: 150 km/h
- Dolet: 730 km
- Dostup: 6740 m
- Výstup do 3000 m: 9,3 min

### Výzbroj
- 1× 7,7mm kulomet